# Saint-Éloi (Ain)
Pour les articles homonymes, voir Saint-Éloi.
Saint-Éloi est une commune française située dans le département de l'Ain, en région Auvergne-Rhône-Alpes à 33 km du centre de Lyon, 5 km de Pérouges et 6 km de Meximieux.
Ses habitants s'appellent les Eulaliens et les Eulaliennes.

## Géographie
Saint Éloi se situe dans la région naturelle de la Côtière et aux portes du plateau de la Dombes.

### Climat
Pour des articles plus généraux, voir Climat d'Auvergne-Rhône-Alpes et Climat de l'Ain.
En 2010, le climat de la commune est de type climat océanique dégradé des plaines du Centre et du Nord, selon une étude du CNRS s'appuyant sur une série de données couvrant la période 1971-2000. En 2020, Météo-France publie une typologie des climats de la France métropolitaine dans laquelle la commune est dans une zone de transition entre le climat semi-continental et le climat de montagne et est dans la région climatique Bourgogne, vallée de la Saône, caractérisée par un bon ensoleillement (1 900 h/an), un été chaud (18,5 °C), un air sec au printemps et en été et des vents faibles.
Pour la période 1971-2000, la température annuelle moyenne est de 11,3 °C, avec une amplitude thermique annuelle de 17,7 °C. Le cumul annuel moyen de précipitations est de 1 047 mm, avec 10,9 jours de précipitations en janvier et 7,4 jours en juillet. Pour la période 1991-2020, la température moyenne annuelle observée sur la station météorologique de Météo-France la plus proche, « Ambérieu », sur la commune de Château-Gaillard à 13 km à vol d'oiseau, est de 11,9 °C et le cumul annuel moyen de précipitations est de 1 117,5 mm,. Pour l'avenir, les paramètres climatiques de la commune estimés pour 2050 selon différents scénarios d'émission de gaz à effet de serre sont consultables sur un site dédié publié par Météo-France en novembre 2022.

## Urbanisme

### Typologie
Au 1er janvier 2024, Saint-Éloi est catégorisée commune rurale à habitat dispersé, selon la nouvelle grille communale de densité à 7 niveaux définie par l'Insee en 2022.
Elle est située hors unité urbaine. Par ailleurs la commune fait partie de l'aire d'attraction de Lyon, dont elle est une commune de la couronne,. Cette aire, qui regroupe 397 communes, est catégorisée dans les aires de 700 000 habitants ou plus (hors Paris),.

### Occupation des sols
L'occupation des sols de la commune, telle qu'elle ressort de la base de données européenne d’occupation biophysique des sols Corine Land Cover (CLC), est marquée par l'importance des territoires agricoles (62,7 % en 2018), une proportion sensiblement équivalente à celle de 1990 (62,4 %). La répartition détaillée en 2018 est la suivante : 
terres arables (44,4 %), forêts (36 %), zones agricoles hétérogènes (18,1 %), eaux continentales (1,1 %), zones urbanisées (0,2 %), prairies (0,1 %).
L'évolution de l’occupation des sols de la commune et de ses infrastructures peut être observée sur les différentes représentations cartographiques du territoire : la carte de Cassini (XVIIIe siècle), la carte d'état-major (1820-1866) et les cartes ou photos aériennes de l'IGN pour la période actuelle (1950 à aujourd'hui).

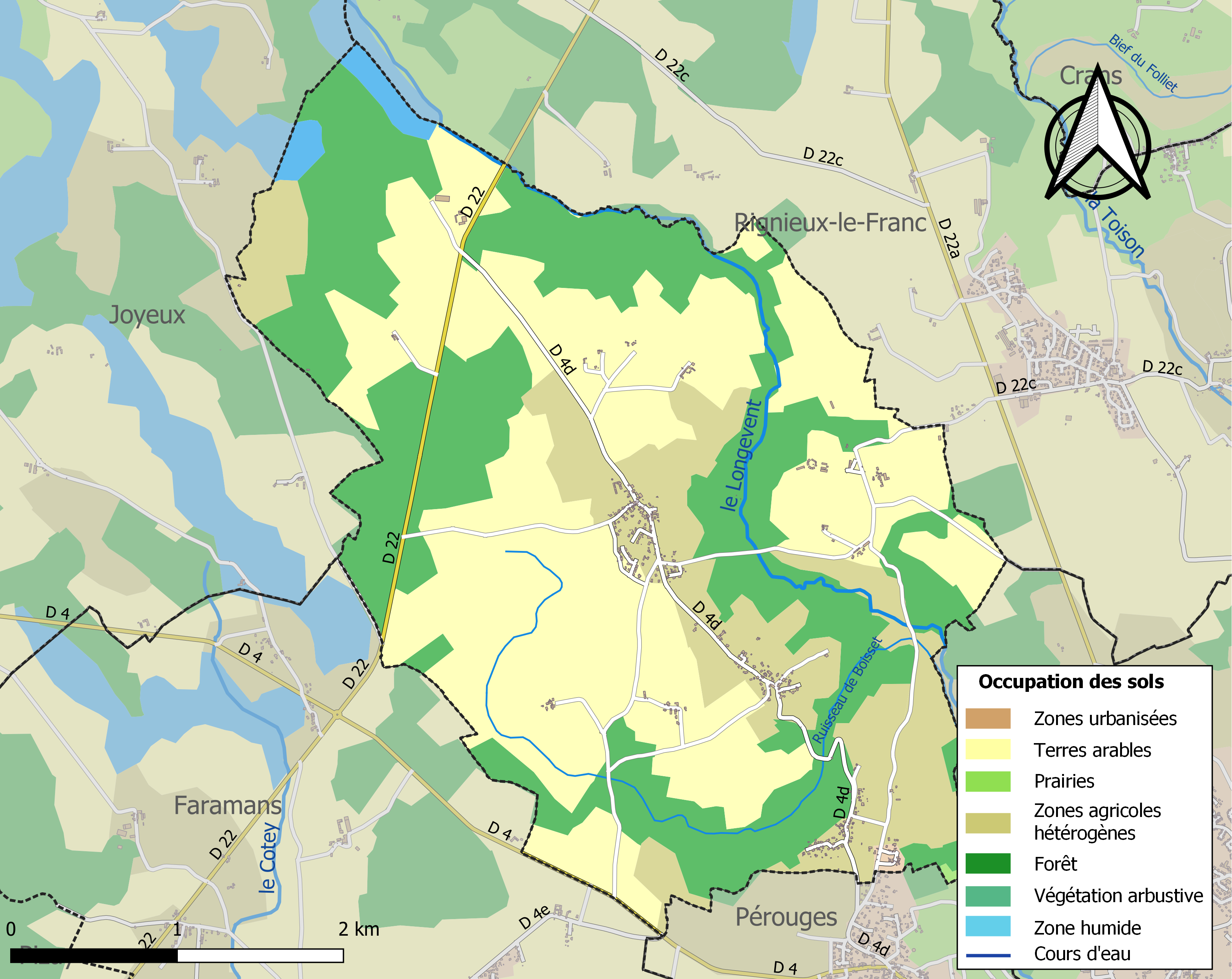
Carte des infrastructures et de l'occupation des sols de la commune en 2018 (CLC).

## Histoire
En 1274, Bernard de Versailleux, seigneur de Versailleux, reconnait tenir en fief du sire de Beaujeu le mas d'Amblaron.

## Toponymie
Durant la Révolution française, la commune prend temporairement le nom de Éloi-sur-Longevent.

## Politique et administration

### Découpage territorial
La commune de Saint-Éloi est membre de la communauté de communes de la Plaine de l'Ain, un établissement public de coopération intercommunale (EPCI) à fiscalité propre créé le 15 décembre 2002 dont le siège est à Chazey-sur-Ain. Ce dernier est par ailleurs membre d'autres groupements intercommunaux.
Sur le plan administratif, elle est rattachée à l'arrondissement de Belley, au département de l'Ain et à la région Auvergne-Rhône-Alpes. Sur le plan électoral, elle dépend du  canton de Meximieux pour l'élection des conseillers départementaux, depuis le redécoupage cantonal de 2014 entré en vigueur en 2015, et de la deuxième circonscription de l'Ain  pour les élections législatives, depuis le dernier découpage électoral de 2010.

### Administration municipale
| Période                                  | Période  | Identité               | Étiquette | Qualité                                   |
| ---------------------------------------- | -------- | ---------------------- | --------- | ----------------------------------------- |
| juin 1995                                | mai 2020 | Jacqueline Selignan,   |           | Sans profession déclarée                  |
| mai 2020                                 | En cours | Jehan-Benoît Champault |           | Ingénieur ou cadre technique d'entreprise |
| Les données manquantes sont à compléter. |          |                        |           |                                           |

## Population et société

### Démographie

#### Évolution démographique
L'évolution du nombre d'habitants est connue à travers les recensements de la population effectués dans la commune depuis 1793. Pour les communes de moins de 10 000 habitants, une enquête de recensement portant sur toute la population est réalisée tous les cinq ans, les populations de référence des années intermédiaires étant quant à elles estimées par interpolation ou extrapolation. Pour la commune, le premier recensement exhaustif entrant dans le cadre du nouveau dispositif a été réalisé en 2007.
En 2022, la commune comptait 524 habitants, en évolution de +15,67 % par rapport à 2016 (Ain : +5,15 %, France hors Mayotte : +2,11 %).
| 1793 | 1800 | 1806 | 1821 | 1831 | 1836 | 1841 | 1846 | 1851 |
| ---- | ---- | ---- | ---- | ---- | ---- | ---- | ---- | ---- |
| 329  | 285  | 285  | 321  | 339  | 322  | 328  | 374  | 406  |

| 1856 | 1861 | 1866 | 1872 | 1876 | 1881 | 1886 | 1891 | 1896 |
| ---- | ---- | ---- | ---- | ---- | ---- | ---- | ---- | ---- |
| 379  | 376  | 353  | 325  | 302  | 294  | 316  | 330  | 343  |

| 1901 | 1906 | 1911 | 1921 | 1926 | 1931 | 1936 | 1946 | 1954 |
| ---- | ---- | ---- | ---- | ---- | ---- | ---- | ---- | ---- |
| 324  | 317  | 299  | 252  | 221  | 239  | 214  | 234  | 226  |

| 1962 | 1968 | 1975 | 1982 | 1990 | 1999 | 2006 | 2007 | 2012 |
| ---- | ---- | ---- | ---- | ---- | ---- | ---- | ---- | ---- |
| 206  | 170  | 155  | 243  | 358  | 402  | 388  | 386  | 440  |

| 2017 | 2022 | - | - | - | - | - | - | - |
| ---- | ---- | - | - | - | - | - | - | - |
| 456  | 524  | - | - | - | - | - | - | - |

### Enseignement
En 2017, l'école du village devient l'école Georges-Félix du nom de l'instituteur officiant dans le village de 1884 à 1925.

## Culture et patrimoine

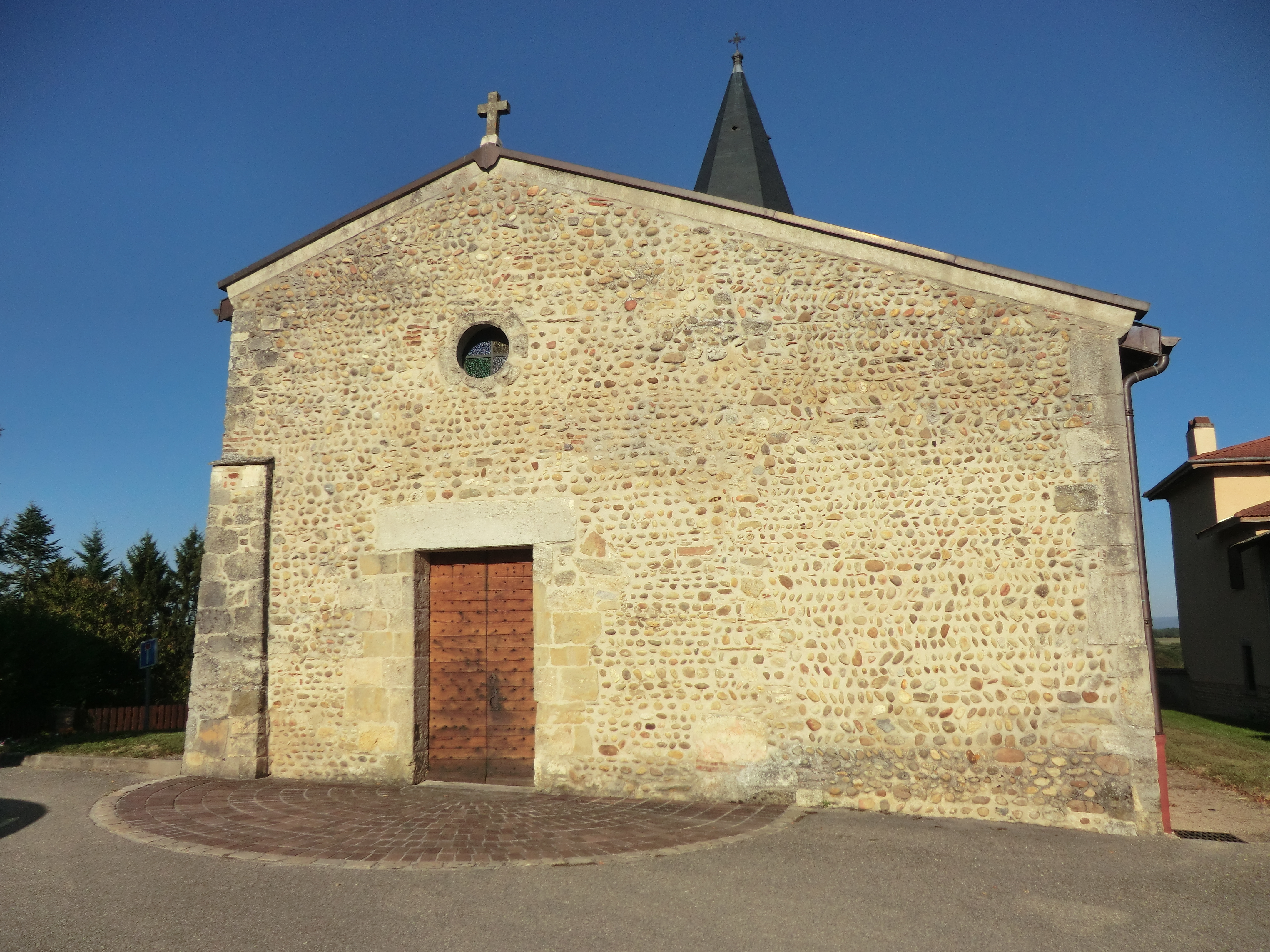
Église Sainte-Eulalie de Saint-Éloi.

### Lieux et monuments
- Église gothique Sainte-Eulalie (chapelle gothique, piscines et sculptures gothiques).
- Calvaire Saint-Éloi.
- Chapelle du cimetière de Saint-Éloi.